# Arnadí
El arnadí es un dulce tradicional de la Comunidad Valenciana (España) que suele elaborarse durante el tiempo de Cuaresma y Semana Santa. También se conoce en valenciano como carabassa santa o moniato sant.
Considerado como uno de los púdines más antiguos de España, parece ser originario de la zona de Játiva, concretamente de la gran comunidad judía de esta localidad valenciana en época musulmana.

## Características
Está hecho a base de calabaza y azúcar, siguiendo el siguiente procedimiento, si bien se conocen variantes, en las que la cucurbitácea se puede sustituir o mezclar con otros (principalmente el boniato):
Se asa la  calabaza, se pela y se le quitan las pepitas, en su caso, dejándolo de un día para otro dentro de un saquito de tela blanca o en una escurridera. Una vez escurrida y limpia se le añade el azúcar, mezclando ambos ingredientes. Seguidamente se incorpora harina de almendras y las yemas de algunos huevos, bien batidas, así como canela en polvo y la raspadura de un limón.
Una vez bien mezclado todo ello, deberá quedar una masa fina, que se deposita en una cazuela de arcilla u otro recipiente que resista el calor. Se introduce en el horno, siendo el tiempo de cocción de una y media a dos horas a unos 180 grados de temperatura.
Finalmente se adorna con almendras peladas en forma de corona o cresta y se enfría antes de servir.